# Campament Lakebottom
Campament Lakebottom (títol original en anglès, Camp Lakebottom) és una sèrie de televisió d'animació canadenca produïda per 9 Story Media Group que es va estrenar al canal canadenc Teletoon el 4 de juliol de 2013 i a Disney XD als Estats Units el 13 de juliol de 2013, mentre que les temporades 2 i 3 no es van emetre als EUA ni es va repetir en els anys vinents. El programa s'emet als canals de Disney d'arreu del món (excepte Portugal, on s'emet a Biggs i RTP2, i a l'Àsia Sud-oriental), així com a ABC a Austràlia. S'ha doblat al valencià per a À Punt.
L'abril de 2014, Teletoon va renovar el programa per a una segona temporada d'altres 26 episodis, que es va emetre des del 2015 fins al 2016. La tercera temporada va començar a emetre's el 3 de juliol de 2017. La sèrie va emetre el seu darrer episodi el 24 de juliol de 2017.